# Venusia shuotsu
Venusia shuotsu är en fjärilsart som beskrevs av Felix Bryk 1948. Venusia shuotsu ingår i släktet Venusia och familjen mätare. Inga underarter finns listade i Catalogue of Life.